# Aizar Akmatov
Ajzar Akmatov (in kirghiso Айзар Акматов?; 24 agosto 1998) è un calciatore kirghiso, difensore del Bars.

## Carriera

### Club
Ha giocato nella prima divisione dei campionati kirghiso e bengalese.
In carriera ha giocato complessivamente 17 partite in Coppa dell'AFC e 3 partite in AFC Challenge League.

### Nazionale
Con la nazionale kirghisa ha preso parte alla Coppa d'Asia 2019 ed alla Coppa d'Asia 2023.